# Charles McCallister
Charles Harold McCallister (* 14. Oktober 1903 in Madison, South Dakota; † 22. Oktober 1997 in San Marino, Kalifornien) war ein Wasserballspieler aus den Vereinigten Staaten, der 1932 eine olympische Bronzemedaille gewann.

## Karriere
Charles McCallister besuchte zunächst die Long Beach Poly High School und dann bis zu seiner Graduierung 1925 die Stanford University. Von 1926 bis 1936 spielte er beim Los Angeles Athletic Club.
Bei den Olympischen Spielen 1932 wirkte McCallister in vier Spielen mit. Am Ende lagen hinter den Ungarn die deutsche Mannschaft und das US-Team nach Punkten gleichauf, wegen der besseren Tordifferenz erhielten die Deutschen die Silbermedaille und die Mannschaft aus den Vereinigten Staaten Bronze. Vier Jahre später war McCallister auch bei den Olympischen Spielen 1936 in Berlin dabei und wirkte in allen drei Spielen mit. Das US-Team schied nach der Vorrunde aus.
Nach seiner Graduierung besuchte McCallister die Medical School der University of Colorado. Ab 1936 konzentrierte er sich auf seine ärztliche Tätigkeit.